# Corning Motor Car Company
Corning Motor Car Company war ein US-amerikanischer Hersteller von Automobilen.

## Unternehmensgeschichte
Charles Manning und Raymond Troll gründeten 1914 das Unternehmen. Der Sitz war in Corning im US-Bundesstaat New York. Sie begannen mit der Produktion von Automobilen. Der Markenname lautete Crystal City. Absatzplanungen beliefen sich auf 25 Fahrzeuge jährlich. Im gleichen Jahr endete die Produktion.

## Fahrzeuge
Das einzige Modell wurde als Cyclecar bezeichnet, obwohl es die Kriterien für Cyclecars nicht erfüllte. Der Vierzylindermotor kam von Farmer und wies Wasserkühlung auf. 69,85 mm Bohrung und 101,6 mm Hub ergaben 1557 cm³ Hubraum. Die Motorleistung war mit 18 PS angegeben. Sie wurde über ein Dreiganggetriebe und eine Kardanwelle an die Hinterachse übertragen. Das Fahrgestell hatte 269 cm Radstand. Einziger Aufbau war ein zweisitziger Roadster.